# Ibraim (sura)

Ibraim

Ibraim "Abraão" (em árabe: سورة إبراهيم) é a décima quarta sura do Alcorão com 52 ayats. É classificada como uma sura Makkan.